# Batalla de Adamclisi (92)
La batalla de Adamclisi (92 d. C.) cerca de la ciudad homónima en la actual Rumania en la que una coalición de dacios y sármatas roxolanos masacraron a la Legio XXI Rapax.